# António Alberto Torres Garcia

Torres Garcia durante o serviço como tenente miliciano no Corpo Expedicionário Português.

António Alberto Torres Garcia (Vila Nova do Ceira, 30 de setembro de 1889 — Vila Nova do Ceira, 9 de setembro de 1937) foi um político e militar português que ocupou vários cargos sendo, nomeadamente, responsável pelas pastas do Trabalho, da Agricultura e das Finanças na Primeira República Portuguesa.

## Biografia
António Alberto Torres Garcia nasceu em Várzea Grande, freguesia de Vila Nova do Ceira, a 30 de setembro de 1889, filho de Joaquim da Costa Garcia e Maria Augusta Torres Garcia. Faleceu, aos 48 anos de idade, a 9 de setembro de 1937, na casa onde nasceu. Foi filho do proprietário rural Joaquim da Costa Garcia e de sua esposa, Maria Augusta Nazaré Garcia. Feitos os estudos primários na sua vila natal, concluiu o ensino liceal na cidade de Coimbra. Ingressou seguidamente na Universidade de Coimbra, em cuja Faculdade de Filosofia obteve o grau de bacharel em Filosofia no ano de 1911. Posteriormente frequentou o Instituto Superior Técnico, em Lisboa, sem concluir o curso.
Ainda aluno em Coimbra, filiou-se no Partido Republicano Português, integrando o Centro Republicano Académico. Também adere à Maçonaria, sendo iniciado na loja Redenção sob o nome de Morral.  Foi professor liceal em Coimbra, tendo em 1913 sido eleito vereador da Câmara Municipal de Coimbra.
Assentou praça em 1916 como voluntário no Exército Português e no posto de alferes miliciano foi integrado no Corpo Expedicionário Português enviado para França durante a Primeira Guerra Mundial. Durante a guerra foi promovido a tenente miliciano no Batalhão de Artilharia da Costa, passando a capitão quando regressou da campanha. No regresso a Portugal, o Governo Francês quis mostrar o seu reconhecimento condecorando-o com a Ordem Nacional da Legião de Honra, mas Torres Garcia recusou, como recusou todas as condecorações nacionais, por ser maçon.
Após o regresso da guerra, foi chefe da secretaria da Faculdade de Medicina da Universidade de Coimbra, nomeado a 15 de maio de 1919, e 2.º assistente de Física (1920-1922) daquela Faculdade. Por esta altura iniciou uma fase de grande atividade política. Foi presidente e vogal da Câmara Municipal de Coimbra, a partir de 1920. No ano seguinte foi eleito deputado pelo círculo eleitoral de Coimbra ao Congresso da República, onde permaneceria nos períodos de 1921 a 1922 e de 1922 a 1925. Como deputado integrou as comissões parlamentares de Orçamento, Finanças, Comércio e Indústria e Guerra. 
Nesse período final da Primeira República Portuguesa assumiu grande relevância política integrando sucessivos governos. Começou por ser indigitado para o cargo de Ministro da Instrução Pública do 32.º governo republicano, em outubro de 1921, mas não chegou a ser empossado. O mesmo aconteceu quando foi nomeado Ministro do Trabalho do 33.º governo republicano, em novembro do mesmo ano, não tendo também sido empossado. A sua primeira experiência efetiva como ministro ocorreu quanfo foi nomeado para a pasta de Ministro da Agricultura do 40.º governo republicano, tendo exercido as funções entre 22 de julho e 22 de novembro de 1924, num governo presidido por Alfredo Rodrigues Gaspar. Voltou às funções de Ministro da Agricultura no 43.º governo republicano, em funções entre 1 de julho e 1 de agosto de 1925, presidido por António Maria da Silva. Foi Ministro das Finanças do 44.º governo republicano, em funções entre 1 de agosto e 17 de dezembro de 1925, presidido por Domingos Pereira. O seu último posto ministerial foi novamente o de Ministro da Agricultura no 45.º governo republicano, o último da Primeira República Portuguesa, em funções de 17 de dezembro de 1925 a 30 de maio de 1926. Integrava assim o governo derrubado pelo golpe militar de 28 de maio de 1926.
Após o golpe militar de 1926, e já no período da Ditadura Militar, foi nomeado em 1926 para o cargo de secretário provincial da administração de Angola. Nessas funções, foi governador-geral interino de 26 de março a 17 de agosto de 1928. Após o fim das suas funções na administração colonial, permaneceu no mesmo território, onde exerceu ainda o cargo de diretor da Companhia de Pesca do Sul e obteve a demarcação de diversas propriedades, tendo requerido, em 1929 a concessão, na circunscrição da Quibala, Distrito do Cuanza-Sul (conforme descrito no Boletim Oficial de Angola), de uma vasta área de terrenos destinados a instalar uma exploração agrícola.
Por sua iniciativa foi fundado em 1932, em Porto Alexandre, o Sindicato de Pesca, depois Grémio dos Industriais de Pesca, sendo, de longe a maior obra socioeconómica do distrito. As suas estruturas iniciais desta instituição foram mantidas inalteradas, no fundamental, até 1975.
Regressado a Portugal, fixou-se em Coimbra, de cuja Câmara Municipal voltou a ser vereador em 1930. Dedicou-se à docência como professor no Liceu de José Falcão e na Escola Industrial e Comercial de Avelar Brotero, em Coimbra. Presidiu à Sociedade de Defesa e Propaganda de Coimbra, foi secretário-geral do Congresso Beirão, realizado em 1936, e foi membro do conselho directivo da Casa das Beiras. Foi diretor do Diário de Coimbra até falecer em 1937. Notabilizou-se como conferencista sobre assuntos coloniais, tendo realizado conferências na Sociedade de Geografia de Lisboa, na Associação Comercial do Porto e na Câmara Municipal de Coimbra.
Foi o grande impulsionador do Caminho de Ferro de Arganil, mas, apesar dos seus esforços, a linha de caminho de ferro parou a 5 km da sua terra natal Vila Nova do Ceira, ficando reduzida ao Ramal da Lousã, com término em Serpins.